# Rolf Hansen
Rolf Hansen (* 12. Dezember 1904 in Ilmenau; † 3. Dezember 1990 in München) war ein deutscher Filmregisseur, Drehbuchautor und Filmschauspieler.

## Leben
Rolf Hansen begann seine Regiekarriere 1933 als Assistent von Hans Behrendt in einer Produktion der kleinen Berliner Patria-Filmproduktions- und Vertriebs GmbH, „Hochzeit am Wolfgangsee“. Nach Abschluss dieser Produktion wechselte er zur Froelich-Film GmbH, deren Chef, Carl Froelich, ihn zunächst als Produktions- und Regieassistenten einsetzte. Hansens erste eigene Regiearbeit war gleichzeitig der erste deutsche Farbspielfilm: Das Schönheitsfleckchen nach einer Erzählung von Alfred de Musset und dem Drehbuch von Carl Froelich. Die Hauptrollen in diesem 40-minütigen Film spielten Lil Dagover und Wolfgang Liebeneiner.
Weitere selbstständige Regiearbeiten waren das Verwechslungslustspiel Gabriele eins, zwei, drei (1937, mit Marianne Hoppe und Gustav Fröhlich) und die heiter-verwickelte Liebesgeschichte Sommer, Sonne, Erika (1939, mit Karin Hardt und Paul Klinger). Im Jahr zwischen diesen beiden Filmen inszenierte Rolf Hansen den Ehefilm Das Leben kann so schön sein (1938, mit Ilse Werner und Rudi Godden), der wegen seiner allzu realistischen Darstellung der damaligen Wohnungsnot von der Filmprüfstelle verboten wurde.
Daneben arbeitete Rolf Hansen weiter für Carl Froelich. Zwischen 1934 und 1940 setzte Froelich ihn bei all seinen Regiearbeiten als Assistenten ein; erst 1940/41 wurde er von Ernst Mölter in dieser Funktion abgelöst. Hansen drehte nun Filme mit Zarah Leander, mit der er als Froelichs Assistent bereits seit 1938 zusammengearbeitet hatte. Während diese früheren Filme – Heimat, Es war eine rauschende Ballnacht und Das Herz der Königin – an signifikanten Stilbrüchen und Drehbuchmängeln gelitten hatten, gelang es Hansen, Zarah Leander mit seinen eigenen Drehbüchern in ein weitaus vorteilhafteres Licht zu rücken. In drei aufeinander folgenden Jahren entstanden die Filme Der Weg ins Freie, Die große Liebe und Damals. Der Film Die große Liebe (1942), in dem Zarah Leander neben Viktor Staal auftrat, wurde der kommerziell erfolgreichste deutsche Film der gesamten Kriegszeit.
Nach dem Ende des Zweiten Weltkrieges konnte Rolf Hansen seine Karriere mit Filmen wie Dr. Holl (1950/51), Das letzte Rezept (1951/52), Die große Versuchung (1952), Sauerbruch – Das war mein Leben (1953/54), Teufel in Seide (1955) und Auferstehung (1958) fortsetzen.

## Filmografie (Auswahl)
- 1933: Hochzeit am Wolfgangsee (Regie: Hans Behrendt) – Regie-Assistenz
- 1934: Krach um Jolanthe (Regie: Carl Froelich) – Produktions-Assistenz
- 1934: Ich für Dich – Du für mich (Regie: Carl Froelich) – Regie-Assistenz
- 1935: Der Traum vom großen Los (Kurz-Spielfilm) – Regie
- 1936: Wenn der Hahn kräht (Regie: Carl Froelich) – Produktions-Assistenz, Regie-Assistenz
- 1935: Traumulus (Regie: Carl Froelich) – Regie-Assistenz
- 1935: Liselotte von der Pfalz (Regie: Carl Froelich) – Regie-Assistenz
- 1935: Ich war Jack Mortimer (Regie: Carl Froelich) – Regie-Assistenz, Produktionsleitung
- 1936: Der Raub der Sabinerinnen (Regie: Robert A. Stemmle) – Regie-Assistenz, Produktions-Assistenz
- 1936: Wenn wir alle Engel wären (Regie: Carl Froelich) – Regie-Assistenz
- 1936: Das Schönheitsfleckchen (Kurz-Spielfilm) – Regie
- 1937: Gabriele eins, zwei, drei – Regie
- 1937: Die ganz großen Torheiten (Regie: Carl Froelich) – Regie-Assistenz, Produktions-Assistenz
- 1938: Die Umwege des schönen Karl (Regie: Carl Froelich) – Regie-Assistenz
- 1938: Heimat (Regie: Carl Froelich) – Regie-Assistenz, Produktions-Assistenz
- 1938: Die 4 Gesellen (Regie: Carl Froelich) – Regie-Assistenz
- 1938: Das Leben kann so schön sein – Regie
- 1939: Sommer, Sonne, Erika – Regie
- 1939: Es war eine rauschende Ballnacht (Regie: Carl Froelich) – Regie-Assistenz, Produktions-Assistenz
- 1940: Das Herz der Königin (Regie: Carl Froelich) – Regie-Assistenz
- 1941: Der Weg ins Freie – Regie, Adaption, Drehbuch
- 1942: Die große Liebe – Regie, Drehbuch
- 1943: Damals (1942/43) – Regie, Drehbuch
- 1944/50: Mein Herz gehört Dir – Regie
- 1949: Vagabunden – Regie, Drehbuch, Darsteller
- 1950: Föhn – Regie, Produzent
- 1951: Dr. Holl – Regie
- 1952: Das letzte Rezept – Regie
- 1952: Die große Versuchung – Regie
- 1954: Sauerbruch – Das war mein Leben – Regie
- 1955: Geliebte Feindin – Regie
- 1956: Teufel in Seide – Regie
- 1957: Die Letzten werden die Ersten sein – Regie
- 1957: … und führe uns nicht in Versuchung – Regie
- 1958: Auferstehung (Deutschland/Italien/Frankreich 1958) – Regie
- 1960: Gustav Adolfs Page – Regie